# Fábio Augusto
Fábio Augusto, född 6 maj 1972 i Rio de Janeiro, är en brasiliansk före detta fotbollsspelare som spelade som mittfältare för Kalmar FF under åren 2004–2007. 

## Karriär
Fábio Augusto var en del av den mycket framgångsrika brasilianska trio som under ett par år bidrog till Kalmar FF:s framgång. Förutom Fábio Augusto var det också César Santin samt Dede Anderson.  
Fábio Augusto kom till Kalmar från Chernomorets i Ryssland inför säsongen 2004 men lämnade plötsligt Kalmar då han inte kom till en träning i juni 2007. Tränarstaben fick senare besked om att han satt på ett plan mot Brasilien.
Han spelade i det brasilianska division tre-laget América i Rio de Janeiro under säsongen 2007–2008.